# Graumasken-Grüntaube
Die Graumasken-Grüntaube (Treron griseicauda), auch Graumaskentaube genannt, ist eine Art der Taubenvögel, die eng mit der Dickschnabel-Grüntaube verwandt ist. Sie ist in Südostasien in mehreren Unterarten verbreitet.
Die Bestandssituation der Dickschnabel-Grüntaube wurde 2016 in der Roten Liste gefährdeter Arten der IUCN als „Least Concern (LC)“ = „nicht gefährdet“ eingestuft.

## Erscheinungsbild

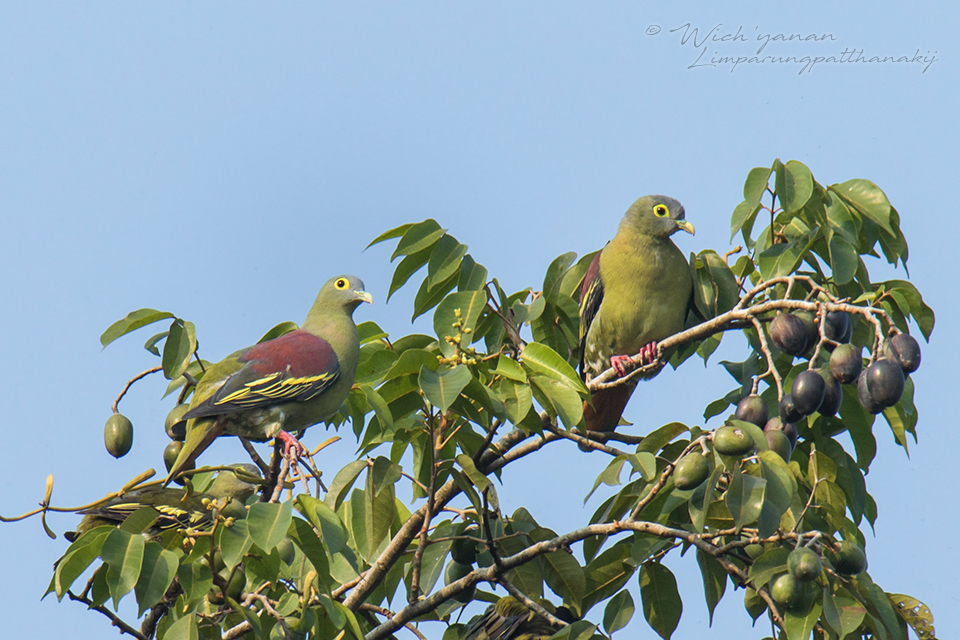
Graumasken-Grüntauben

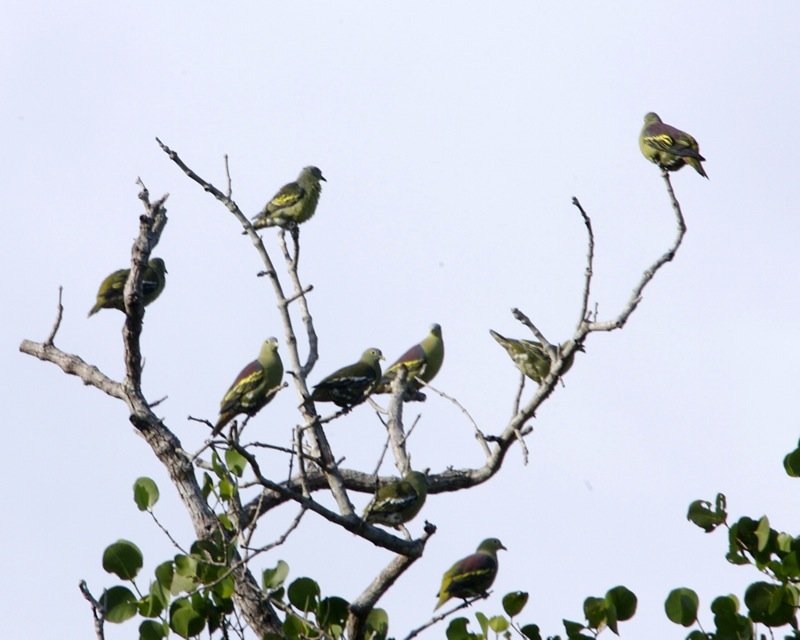
Ein Trupp Graumasken-Grüntauben in einem Baumwipfel

Die Graumasken-Grüntaube erreicht eine Körperlänge von 28 Zentimeter. Sie ist eine mittelgroße, kompakt gebaute Taube, die etwas größer ist als eine Lachtaube. Auf den Schwanz entfallen zwischen 7,7 und 8,6 Zentimeter. Der Schnabel ist zwischen 1,6 und 1,8 Zentimeter lang. Der Geschlechtsdimorphismus ist nur gering ausgeprägt.

### Erscheinungsbild der Männchen
Beim Männchen sind der Vorderkopf, die Zügel und der Scheitel aschgrau und gehen an den Ohrdecken und am hinteren Hals in ein dunkles Olivgrün über. Der Mantel und die kleinen Flügeldecken sind dunkel rotbraun, am Flügelbug ist die Färbung dunkel schwarzgrau. Die oberen mittleren Flügeldecken sind dunkel olivgrün mit breiten gelben Säumen. Die unteren mittleren Flügeldecken sind dunkler mit schmalen schwefelgelben Säumen an den Außenfahnen. Die Armschwingen sind schwarz mit schmalen gelben Säumen an den Außenfahnen. Die Handschwingen sind schwarz und weisen bei frisch gemauserten Tauben einen schmalen weißen Saum auf. Der Rücken ist bis zu den Oberschwanzdecken und den mittleren Schwanzfedern olivgrün, die äußeren Schwanzfedern sind aschgrau mit einem diffusen schwarzen Querband in der Mitte.
Das Kinn ist gelblich-grau bis aschgrau und geht in eine apfelgrüne Kehle und Brust über. Die Brust ist bei vielen Individuen orange überwaschen. Der Bauch ist gleichfalls apfelgrün, die Flanken sind aschgrau, die Schenkel und der Bürzel sind dunkelgrün, die einzelnen Federn sind entweder cremeweiß gesäumt oder haben cremeweiße Spitzen.
Der Augenring ist grün oder gelblich grün. Der Schnabel, die Wachshaut und die Schnabelbasis ist grün bis schwarzgrün. Der Schnabel hat eine gelbliche bis grünliche Spitze. Die Füße sind rot.

### Erscheinungsbild der Weibchen
Die Weibchen ähneln den Männchen in ihrem Gefieder den Männchen weitgehend. Bei ihnen ist jedoch der Mantel und die kleinen Flügeldecken nicht rotbraun, sondern dunkel olivfarben. Die gelben bis schwefelgelben Säume der Federn der Flügeldecken sind schmäler und blasser. Den Brustseiten fehlt die orangefarbene Überwaschung, die die Männchen aufweisen. Der Schnabel und die Wachshaut sind blasser grün und kontrastieren weniger mit der Schnabelfärbung. Die Schnabelspitze ist immer grünlich.

## Verbreitungsgebiet
Die Graumasken-Grüntaube kommt auf Java, Bali, den Kangeaninseln und Sulawesi sowie die den Küsten vorgelagerten kleineren Inseln vor. Sie ist in ihrem gesamten Verbreitungsgebiet ein häufiger Vogel und kommt vor allem in den Tiefebenen vor. Sie besiedelt schütter bewaldete Gebiete und kommt auch auf Agrarflächen und Gärten vor, wenn diese den entsprechenden Baumbestand aufweisen. Im Osten Javas ist sie bis in Höhenlagen von 2500 Metern anzutreffen. Auf Sulawesi überschreitet ihre Höhenverbreitung dagegen 700 Höhenmeter nicht.

## Lebensweise
Die Graumasken-Grüntaube ist gewöhnlich paarweise oder in Trupps zu sehen. Gelegentlich versammeln sich in fruchttragenden Bäumen sehr große Trupps, die mehrere hundert Individuen umfassen können. Sie frisst eine große Bandbreite an Früchten. Eine besondere Rolle nehmen dabei Feigen ein.
Grundsätzlich ist die Graumasken-Grüntaube eine baumbewohnende Taubenart, die sich meist im oberen Wipfelbereich aufhält. Auf Java brütet sie im Zeitraum zwischen Januar und August. Im Südosten von Sulawesi wurden brütende Graumasken-Grüntauben allerdings auch schon im November beobachtet. Das Nest ist eine lockere Plattform von Ästchen, die hoch oben in Baumkronen errichtet wird. Das Gelege umfasst zwei weiße Eier.